# Champaquí
Champaquí je hora v pohoří Sierras de Córdoba v Argentině. Její vrchol dosahuje výšky 2790 metrů a je nejvyšším bodem provincie Córdoba. Hora tvoří jižní hranici regionu Pampa de Achala. Byla zařazena na seznam sedmi přírodních divů provincie.
Nejpoužívanější cesta na vrchol vede z města Santa Rosa de Calamuchita. Západní svahy jsou příkřejší než východní. Nedaleko vrcholu se nachází jezírko, které je od dubna do srpna zamrzlé. Jezírko také dalo hoře název – „Champaquí“ znamená v jazyce domorodých Comechingónů „voda na temeni“.